# Conops kuriensis
Conops kuriensis är en tvåvingeart som beskrevs av Ouchi 1939. Conops kuriensis ingår i släktet Conops och familjen stekelflugor. Inga underarter finns listade i Catalogue of Life.